# أزهر البقاع
مؤسسات أزهر البقاع هو مؤسسات تربوية تعليمية لبنانية، أنشئت في 1985م من أجل تعليم أبناء المسلمين الشرع الإسلامي الحنيف، وهي تعتمد مبدأ التعليم الثنائي (بمعنى الجمع بين العلوم الشرعية الإسلامية والعلوم حسب المناهج المعتمدة في وزارة التربية الوطنية في لبنان)، ويستقبل أزهر البقاع طلاب العلم من جميع الدول العربية، كما استقبل طلاباً من الدول الإسلامية، مثل: سيراليون وغانا ونيجيريا ومالي وكوسوفو والشيشان وطاجيكستان وألبانيا ومقدونيا وماليزيا وأندونيسيا والصين وغيرها من الدول.

## المستويات التعليمية
في أزهر البقاع المستويات التعليمية التالية: مستوى الإعدادية ومستوى الثانوية ومستوى الكلية ومستوى الدراسات العليا (الماجستير). قال مفتي زحلة والبقاع الشيخ خليل الميس «إن إنشاء أزهر البقاع يعد مطلباً إسلامياً وواجباً شرعياً ووطنياً، لإعداد العلماء العاملين، لأنه بالمؤسسات تكون الحضارة، وبالمؤسسات تبنى الشعوب والأمم». وطلاب أزهر البقاع يدفعون رسوماً دراسية زهيدة، يعفى منها -في معظم الأحيان- كثير من الطلاب، علماً إن إدارة أزهر البقاع تعطي الطلاب منحة مالية شهرية تساعدهم على شراء الكثير من حاجياتهم، كما تؤمن إدارة الأزهر المسكن والمأكل للطلاب اللبنانين والأجانب على حد سواء.
عدد الخريجين والخريجات قد بلغ في جميع المستويات الدراسية حتى العام الحالي 1434هـ/2012م حوالي 475 خريجاً وخريجة. وإلى جانب الأزهر أنشأت دار الفتوى في البقاع خمسة عشر مركزاً لتحفيظ القرآن الكريم في القرى والمناطق، إذ زاد خريجوا هذه المراكز على مائتي حافظ وحافظة للقرآن.

## جامعة أزهر البقاع
بدأ من العام الدراسي 2003-2004 وتوطيدا للعلاقات العلمية والثقافية بين أزهر البقاع في لبنان وجامعة الأزهر في القاهرة أنشئ في أزهر البقاع فرع جامعي يشتمل على ست كليات وهي كالاتي:
1. كلية الدراسات الإسلامية والعربية
2. كلية الشريعة والقانون
3. كلية اللغة العربية
4. كلية أصول الدين
5. كلية التربية
6. كلية اللغات والترجمة

وتمنح منها الشهادات التالية: الليسانس، الماجستير، والدكتورة

## القسم الداخلي للطلاب(منامة للطلاب الوافدين)
قسم داخلي للطلاب الوافدين من الدول المذكورة أعلاه بجانب المسجد حيث تتوفر كافة الخدمات لطلّاب العلم وغالبا ما تكون مخصصة للطلاب الوافدين وربما تجهّز احيانا للطلاب من فئات عمرية مختلفة حيث تعلم الاعتماد والثقة بالنفس والتركيز على الدراسة بجهد شخصي لتجنب التشويش الخارجي على الطلاب.

## امتحان القبول في أزهر البقاع
يتوجب على الطلاب الجدد في أزهر البقاع الخضوع لامتحان قبول، ويلزم الطالب المستجد النجاح به ليتم قبوله في أزهر البقاع، وهذا الامتحان يكون قبل بداية العام الدراسي بشهر تقريبا، ويكون بالمواد الاساسية : الرياضيات واللغة العربية واللغة الإنجليزية، ويكون الإعلان عن النتائج بعد أيام، فالكثير خضع لهذا الامتحان ومن نجح، استحق التواجد في أزهر البقاع بجدارة.